# Янгол скорботи (скульптура)

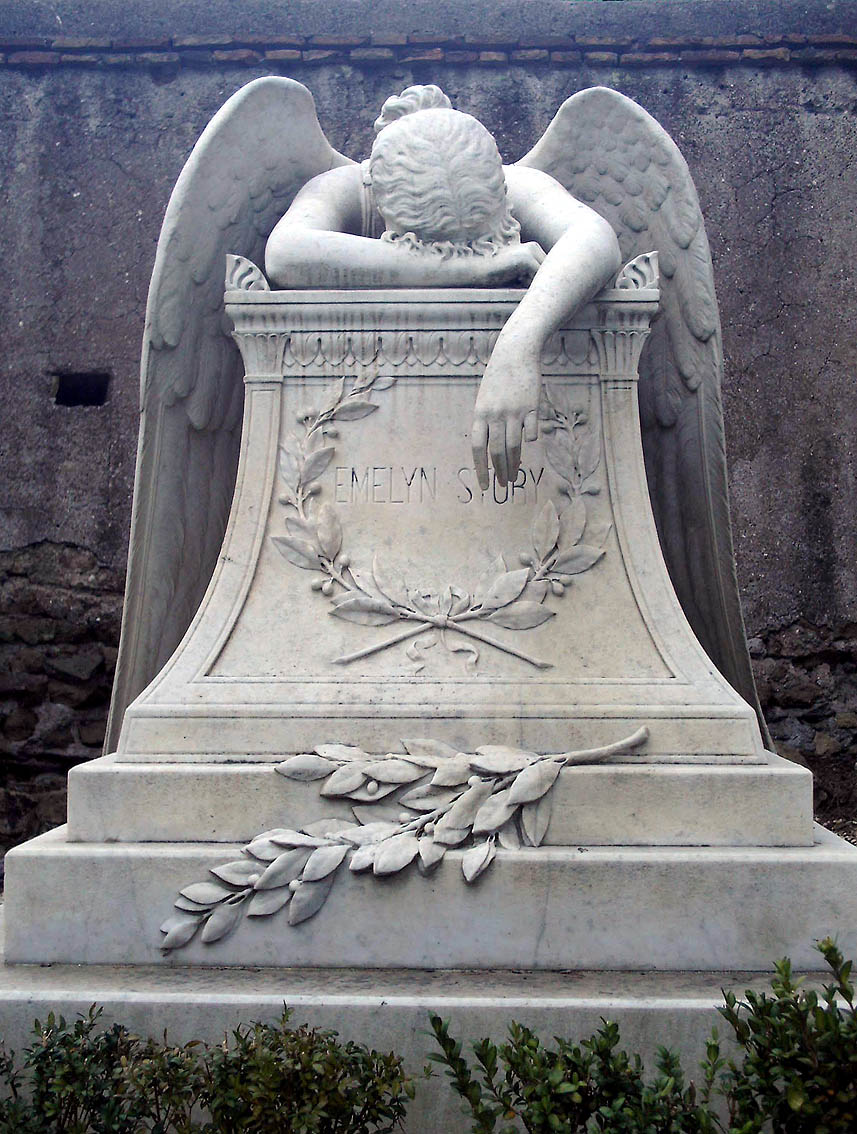
Оригінал скульптури «Янгол скорботи» у Римі

«Янгол скорботи» (англ. Angel of Grief) — скульптура, яку створив американський скульптор Вільям Ветмор Сторі у 1894 році, і яка служить надгробним каменем митця та його дружини на римському протестантському кладовищі. Цей термін зараз вживають для опису численних могильних каменів в усьому світі, зведених у стилі пам'ятника Сторі.

## Репродукції у популярній культурі

### Обкладинки альбомів
- The Edges of Twilight — The Tea Party (1995)
- Embossed Dream in Four Acts — Odes of Ecstasy (1998)
- Evanescence EP — Evanescence (1998)
- Once — Nightwish (2004)
- Letanías: Capítulo III — Anabantha (2006)

### Фільми
- Flight from Death (2003) (обкладинка)
- The Woman in Black (2012) [джерело?]